# Distretto di Nueve de Julio
Il distretto di Nueve de Julio  è uno dei diciassette distretti della provincia di Concepción, in Perù. Si trova nella regione di Junín e si estende su una superficie di 7,28  chilometri quadrati.